# أندي لوف
أندي لوف (بالإنجليزية: Andy Love)‏ (28 مارس 1979 في المملكة المتحدة - ) هو لاعب كرة قدم بريطاني في مركز حراسة المرمى. لعب مع غريمسبي تاون وإيكستون تاون ‏.

## وصلات خارجية
- أندي لوف على موقع Soccerbase.com (لاعب) (الإنجليزية)